# Epotilony

Wzór strukturalny iksabepilonu

Wzór strukturalny sagopilonu

Epotilony – naturalnie występujące cytotoksyczne makrolidy syntetyzowane przez bakterie śluzowe ze szczepu Sorangium cellulosum, inhibitory wrzeciona kariokinetycznego, hamujące podobnie jak taksany depolimeryzację mikrotubul, przy czym charakteryzujące się niską wrażliwością na mechanizmy oporności wielolekowej.
Do dzisiaj zidentyfikowano 6 naturalnie występujących epotilonów (A–F), zsyntetyzowano ponad 350 półsyntetycznych analogów.
W badaniach klinicznych przeanalizowano skuteczność kilku preparatów:
- iksabepilonu
- patupilonu
- sagopilonu
- KOS-862
- BMS-310705
- KOS-1584.

Najlepiej przebadanymi preparatami są iksabepilon i patupilon.
W październiku 2007 amerykańska Agencja Żywności i Leków zarejestrowała pierwszy epotilon – iksabepilon (Ixempra™, Bristol-Myers Squibb) – do leczenia miejscowo zaawansowanego lub rozsianego raka sutka w monoterapii lub w skojarzeniu z kapecytabiną u chorych uprzednio leczonych antracyklinami i taksanami.
Trwają badania kliniczne, w których łączy się epotilony z innymi lekami. W I fazie badań jest patupilon w połączeniu z karboplatyną, kapecytabiną i gemcytabiną. Iksabepilon jest natomiast badany w połączeniu z karboplatyną i kapecytabiną. W trakcie badań jest także terapia kombinowana: KOS-862 i ZK-EPO z karboplatyną.